# Karkaussaari
Karkaussaari är en halvö i Päijännesjö i Finland. Den ligger i sjön Päijänne och i kommunen Jyväskylä i ögrupp av Säynätsalo i den ekonomiska regionen  Jyväskylä  och landskapet Mellersta Finland, i den södra delen av landet, 220 km norr om huvudstaden Helsingfors.